# Пет монети пени
„Пет монети пени“ (на английски: The Five Pennies) е американски биографичен филм, мюзикъл от 1959 година, създаден от Парамаунт Пикчърс с участието на известния джаз музикант Луис Армстронг.

## Сюжет
Лоринг „Ред“ Никълс (Дани Кей) е тромпетист от малък провинциален град, който в 1920 година заминава за Ню Йорк и се присъединява към оркестър, ръководен от Уил Парадайс (Боб Кросби). Там той среща и се омъжва за певицата Боби Меридит (Барбара Бел Гедис) и двамата основават своя собствена група, която кръщават „Пет монети пени“ по играта на думи от името на Никълс, тъй като никела се равнява на пет пенита. Докато популярността им расте, тяхната малка дъщеря Дороти (Сюзън Гордън) се разболява от полиомиелит и семейството напуска музикалния бизнес, местейки се в Лос Анджелис. Дороти оздравява и когато навлиза в тийнейджърската възраст, разбира за музикалната кариера на баща си и го убеждава отново да тръгне по турнета. Първият концерт е пред провал, но на помощ се притичват няколко забележителни музиканти, които Никълс познава от миналото си и оправят нещата.

## В ролите
- Дани Кей като Лоринг „Ред“ Никълс
- Барбара Бел Гедис като Боби Меридит
- Луис Армстронг като себе си
- Хари Гуардино като Тони Валани
- Боб Кросби като Уил Парадайс
- Боби Троуп като Арти Шут
- Сюзън Гордън като Дороти на 6 години
- Тюсдей Уелд като Дороти на 13 години
- Рей Антъни като Джими Дорси
- Шели Мен като Дейв Тоуг
- Рей Дейли като Глен Милър
- Валери Алън като Томи Идън[1]

## Награди и номинации
- Второ място за наградата Златен Лоуръл от наградите Лоуръл за най-добър мюзикъл от 1960 година.
- Второ място за наградата Златен Лоуръл от наградите Лоуръл за най-добра мъжка роля в мюзикъл на Дани Кей от 1960 година.
- Награда на „Сценаристката гилдия на Америка“ за най-добър американски сценарий за мюзикъл на Джак Роуз и Мелвил Шавелсън от 1960 година.
- Номинация за Оскар за най-добра операторска работа в цветен филм на Даниел Фап от 1960 година.
- Номинация за Оскар за най-добри костюми в цветен филм на Едит Хеъд от 1960 година.
- Номинация за Оскар за най-добра оригинална песен на Силвия Файн от 1960 година.
- Номинация за Оскар за най-добра музика, адаптирана за мюзикъл на Лийт Стивънс от 1960 година.
- Номинация за Златен глобус за най-добър мюзикъл от 1960 година.
- Номинация за Грами за най-добър саундтрак от 1959 година.[2]